# Drungo
El término drungo (en griego medieval δροῦγγος, transliterado como droungos; en latín drungus) fue utilizado en el Bajo Imperio romano y en el Imperio Bizantino para denominar a una unidad militar del tamaño de un batallón. Posteriormente, también se usó para designar a una guardia de montaña. El comandante del cuerpo era un drungario.
El término es mencionado por primera vez a principios del siglo V, y es usado por el emperador Mauricio para designar un despliegue táctico de caballería. Mauricio también usa la palabra como una expresión genérica equivalente a "formación" o "agrupamiento".
Para mediados del siglo VII, la palabra había cambiado de significado, usándose ahora formalmente para denominar una subdivisión de una turma, mientras que a su vez, el drungo estaba compuesto de varios bandon. Esta unidad se componía de entre 400 y 3000 hombres, variando según el emperador reinante y el tema al que estaban asignadas las unidades.
A partir del siglo XII la palabra fue usada para designar a unas unidades destinadas en montañas, similares a la kleisoura.